# Goldstaubmungo
Der Goldstaubmungo (Urva auropunctata, Synonym: Herpestes auropunctatus), früher auch als Goldstaubmanguste bezeichnet, ist ein kleines Raubtier aus der Familie der Mangusten (Herpestidae), das im südlichen Asien in Indien, Pakistan, Afghanistan, Bangladesh, Nepal und Bhutan sowie im Irak vorkommt. Vorkommen in Myanmar und im südlichen China sind ungewiss oder gehören zum Kleinen Mungo (Urva javanica). Die Mangustenart wurde vom Menschen nach Japan, Tansania, Bosnien und Herzegowina, Kroatien, Mauritius, Fidschi, Hawaii, Kuba, die Dominikanische Republik, Französisch-Guayana, Suriname, Guyana, Jamaika, Puerto Rico, die Jungferninseln sowie nach Trinidad und Tobago eingeführt.

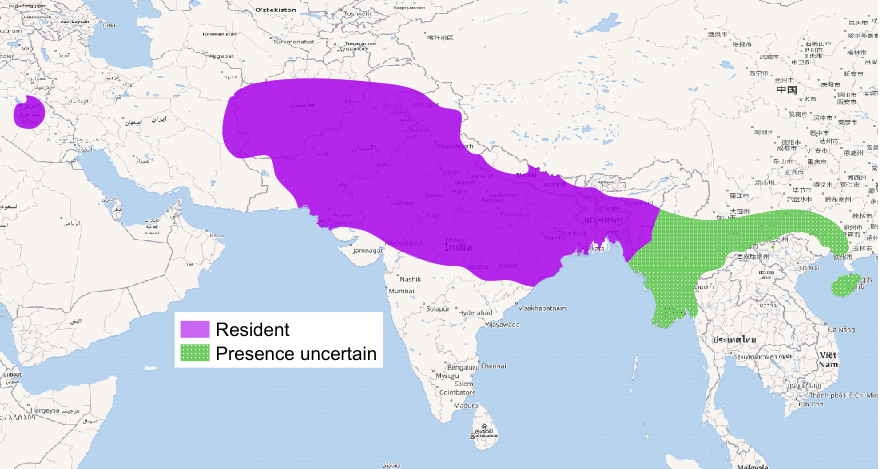
Das Verbreitungsgebiet des Goldstaubmungos

## Merkmale
Der Goldstaubmungo hat einen schlanken Körper und kurze Beine. Mit einer Kopf-Rumpf-Länge von 25 bis 37 cm, einer Schwanzlänge von 19,2 bis 29 cm und einem Gewicht von 305 bis 662 g ist er die kleinste asiatische Mangustenart. Männchen sind in der Regel größer als die Weibchen. Das Fell ist hell rotbraun oder gelbgrau gefärbt. Die einzelnen Haare weisen weiße und schwarze Abschnitte auf, sodass ein grauer Eindruck entsteht. Der Schädel ist schmal und lang mit einem nur leicht ausgebildeten Scheitelkamm, der Hirnschädel ist ebenfalls relativ lang. Die Schnauze ist zugespitzt, der Nasenspiegel ist schwarz, die Augen sind klein mit einer braunen Iris.
- Zahnformel: {\displaystyle {I3\cdot C1\cdot P4\cdot M2 \over I3\cdot C1\cdot P4\cdot M2(3)}}[2]

Die Eckzähne sind lang und leicht gebogen. Die ersten Prämolaren sind klein, die übrigen Backenzähne gut entwickelt und zugespitzt. Ein dritter Molar im Unterkiefer ist nur selten ausgebildet. Die Ohren sind kurz. Der Schwanz ist an der Basis kräftig und wird zum Ende hin immer schmaler. Jeder Fuß hat fünf Zehen mit langen, scharfen Krallen, die nicht zurückgezogen werden können. Die Fußsohlen sind unbehaart. Die Weibchen haben drei Zitzenpaare. Goldstaubmungos besitzen einen nach hinten offenen Analbeutel, in dem stark riechende Sekrete produziert werden. Die Sekrete von Männchen und Weibchen riechen unterschiedlich. Der Penisknochen der Männchen ist klauenförmig und hat eine Länge von 5 bis 15 mm.

## Lebensraum und Lebensweise
Der Goldstaubmungo kommt in Wäldern, Buschland, offenen Habitaten und in der Nähe menschlicher Siedlungen vor, wobei Wälder und Buschland vor offenerem Gelände sowie die Nähe von Gewässern bevorzugt werden. Er lebt vor allem einzelgängerisch, ist tagaktiv und verbringt die Nacht in Baumhöhlen, zwischen dem Geäst umgefallener Bäume oder zwischen ihren Wurzeln. Aus Indien wurde berichtet, dass er auch selbst gegrabene Erdhöhlen nutzt. In der Karibik liegt ihre Hauptaktivitätszeit zwischen 10 und 16 Uhr. An regnerischen Tagen sind Goldstaubmungos weniger aktiv. Die von den Tieren genutzten Territorien sind je nach Gegend zwischen 1,5 und 110 ha groß. Die Territorien überlappen sich großflächig. Sie werden mit dem Sekret aus dem Analbeutel markiert. Goldstaubmungos können klettern, halten sich aber vor allem auf dem Erdboden auf. Sie sind Allesfresser, wobei tierische Nahrung den größten Teil ausmacht. In ihrem natürlichen Verbreitungsgebiet wurde das Erbeuten von Nagetieren, Schlangen, Insekten, Tausendfüßern und Skorpionen beobachtet. Das Nahrungsspektrum variiert abhängig von der Jahreszeit und dem Ort. Kleinsäuger, Vögel und Schlangen werden durch einen Biss in den Hirnschädel getötet. Genauere Untersuchungen erfolgten vor allem außerhalb des natürlichen Verbreitungsgebietes in Regionen, in denen die Mungos vom Menschen eingeführt wurden. In der Karibik wurde beobachtet, dass die Tiere Krebstiere, Seesterne, Kröten sowie die Eier und Schlüpflinge der Echten Karettschildkröte und der Lederschildkröte fraßen. Auf Mauritius enthielten 46 % von 458 untersuchten Mägen die Überreste von Nagetieren und Spitzmäusen, in 20 % der Mägen fand man Überreste des Großen Tenreks. Auf der kroatischen Insel Korčula fressen Goldstaubmungos im Winter viel Pflanzliches, darunter Wacholderbeeren und die Früchte der Erdbeerbäume. Goldstaubmungos verfügen über ein großes Repertoire von Lautäußerungen. Insgesamt lassen sich 12 verschiedene Rufe auseinanderhalten, was für weitgehend einzelgängerisch lebende Tiere sehr ungewöhnlich ist.

## Fortpflanzung
Genaue Informationen zur Fortpflanzung wurden vor allem bei in menschlicher Obhut gehaltenen Exemplaren gewonnen. Der Eisprung wird durch eine Kopulation ausgelöst. Der Östrus dauert drei bis vier Tage; die Trächtigkeitsdauer beträgt etwa 50 Tage. Beide Geschlechter sind polygam und kopulieren mehrmals täglich. Weibchen im späten Stadium der Trächtigkeit zeigen sich Männchen gegenüber abweisend. Pro Wurf werden ein bis fünf Jungtiere geboren, die bei der Geburt etwa 21 Gramm wiegen und hellgrau und schütter behaart sind. Geburten finden nachts kurz nach Sonnenuntergang statt. Schneidezähne und die Spitzen der Eckzähne der Jungtiere sind schon sichtbar und die Krallen sind schon gut ausgebildet. Nach zwei Wochen sind Schneide- und Eckzähne voll ausgebildet. Die Augen werden 17 bis 20 Tage nach der Geburt geöffnet und nach 22 Wochen ist das Erwachsenengebiss voll ausgebildet. Mit einem Alter von einem Jahr sind junge Goldstaubmungos geschlechtsreif.

## Systematik
Der Goldstaubmungo wurde 1836 durch den britischen Naturforscher Brian Houghton Hodgson unter der Bezeichnung Mangusta auropunctata erstmals wissenschaftlich beschrieben. Später wurde er der Gattung Herpestes zugeordnet, die 1811 durch den deutschen Zoologen Johann Karl Wilhelm Illiger eingeführt worden ist. Viele Autoren synonymisierten den Goldstaubmungo mit dem in Südostasien vorkommenden Kleinen Mungo (H. javanicus). Heute gelten beide als eigenständige Arten. Der Kleine Mungo ist die Schwesterart des Indischen Mungos (H. edwardsii), die von beiden gebildete Klade ist die Schwestergruppe des Goldstaubmungos. Die asiatischen Arten der Gattung Herpestes, die sich als paraphyletisch erwiesen hat, werden neuerdings in der Gattung Urva geführt, die 1837 ebenfalls von Hodgson als Gattungsbezeichnung für die Krabbenmanguste (Urva urva) eingeführt wurde. Urva bildet eine Klade mit Atilax (Sumpfmanguste) und Xenogale (Langnasenmanguste). Herpestes palustris ist ein Synonym von Urva auropunctata.

## Gefährdung
Der Goldstaubmungo hat ein relativ großes Verbreitungsgebiet und gilt mit Ausnahme der gefährdeten Population in China als ungefährdet. In Zentralindien ist er seltener als der Indische Mungo (Urva edwardsii).
Der Goldstaubmungo wurde durch den Menschen in zahlreiche Gegenden der Welt verschleppt, in denen er ursprünglich nicht vorkam. Man hat sich dadurch eine Bekämpfung von Ratten und Schlangen erhofft. Allerdings führte diese Maßnahme zu viel schwerwiegenderen Problemen, da die Mungos die einheimische Tierwelt der neuen Gegenden gefährdeten oder sogar ausrotteten, in Hühnerställe einbrachen sowie Nahrung bei Menschen suchten und die Tollwut, Leptospirose sowie andere Krankheiten übertrugen. Daher wird der Goldstaubmungo gebietsweise aus Naturschutzgründen bis zur Ausrottung bekämpft.